# Новый израильский шекель
Новый израильский ше́кель (ивр. שקל חדש‎, «ше́кель хада́ш»; араб. شيكل جديد‎, «шекель джадид») или просто израильский ше́кель — денежная единица Израиля. Буквенный код в стандарте ISO 4217 — ILS, цифровой — 376. Официальный символ — ₪, эмитент — Банк Израиля. Один шекель равен 100 агорам. Во множественном числе называется «шкали́м хадаши́м» (ивр. שקלים חדשים‎, слово «хадашим» в устной речи часто опускается).
Новый израильский шекель находится в обращении с 4 сентября 1985 года и по сей день, сменив старый израильский шекель, появившийся 24 февраля 1980 года.  До 1 января 2001 года в Общероссийском классификаторе валют — «Шекель». Израильский шекель имеет также хождение на территории Палестинской национальной администрации.
Символ шекеля — ₪, представляет собой переплетение ивритских букв ש и ח, с которых начинаются слова שקל חדש. Другие варианты сокращения — ש"ח (аббревиатура полного названия валюты «שקל חדש») на иврите, и NIS (сокращение от англ. New Israeli Shekel) на английском. 

## Новый шекель сегодня
В обращении находятся банкноты достоинством 20, 50, 100 и 200 шекелей, монеты достоинством ½, 1, 2 (вошла в обращение с 27 декабря 2007 года), 5 и 10 шекелей, а также 10 агор.
Новый шекель является международной свободно конвертируемой валютой с 1 января 2003 года, и внесён в список из 18 свободно конвертируемых валют, используемых для расчётов глобальной межбанковской системой CLS, 26 мая 2008 года.
Монета номиналом 5 агор, выпуск которой был прекращён в 2006 году, окончательно выведена из обращения 1 января 2008 года.
С 13 апреля 2008 года введена в оборот полимерная купюра в 20 новых шекелей. Изготовление каждой новой купюры обходится примерно в полтора раза дороже (45 агор против 30), но выгода от их использования очевидна — они намного более износостойкие.

## Монеты
В 1985 году были введены монеты номиналом 1, 5 и 10 агор, ½ и 1 новый шекель. В 1990 году введена монета достоинством 5 новых шекелей, за ней в 1995 году последовала монета в 10 новых шекелей. 9 декабря 2007 года была введена монета в 2 новых шекеля. Монета номиналом 5 агор, выпуск которой был прекращён в 2006 году, выведена из обращения 1 января 2008.
Даты на монетах Израиля даются еврейскими цифрами, в соответствии с календарём евреев, в котором используется лунно-солнечный цикл.
| Изображение | Номинал       | Диаметр, мм  | Толщина, мм | Масса, г | Материал                                             | Описание              | Описание | Описание                                                                 | Дата            | Дата          |
| Изображение | Номинал       | Диаметр, мм  | Толщина, мм | Масса, г | Материал                                             | Гурт                  | Аверс | Реверс                                                                   | введения        | изъятия       |
| ----------- | ------------- | ------------ | ----------- | -------- | ---------------------------------------------------- | --------------------- | --- | ------------------------------------------------------------------------ | --------------- | ------------- |
|             | 1 агора       | 17           | 1,2         | 2        | алюминиевая бронза 92 % медь 6 % алюминий 2 % никель | гладкий               | Герб Израиля и древняя галера, надпись «Израиль» на иврите, арабском и английском языках | номинал, дата                                                            | 4 сентября 1985 | 1 апреля 1991 |
|             | 5 агор        | 19,5         | 1,3         | 3        | алюминиевая бронза 92 % медь 6 % алюминий 2 % никель | гладкий               | рисунок монеты скопирован с монеты времени войны против Рима, изображающая ветвь дерева финиковой пальмы между двумя этрогами, присутствует Герб Израиля, надпись «Израиль» на иврите, арабском и английском | номинал, дата                                                            | 4 сентября 1985 | 1 января 2008 |
|             | 10 агор       | 22           | 1,5         | 4        | алюминиевая бронза 92 % медь 6 % алюминий 2 % никель | гладкий               | рисунок монеты скопирован с монеты времени Антигона II с изображённой на монете менорой, присутствует герб Израиля, надпись «Израиль» на иврите, арабском и английском языках                                | номинал, дата                                                            | 4 сентября 1985 | в обращении   |
|             | ½ н. шекеля   | 26           | 1,6         | 6,5      | алюминиевая бронза 92 % медь 6 % алюминий 2 % никель | гладкий               | лира, находящаяся на гербе Израиля | номинал, дата, надпись «Израиль» на иврите, арабском и английском языках | 4 сентября 1985 | в обращении   |
|             | 1 н. шекель   | 18           | 1,8         | 4        | Медно-никелевая 75 % медь 25 % никель                | гладкий               | лилия, надпись «Йехуд» на иврите, герб Израиля | номинал, дата, надпись «Израиль» на иврите, арабском и английском языках | 4 сентября 1985 | в обращении   |
|             | 2 н. шекеля   | 21,6         | 2,3         | 5,7      | никель и сталь                                       | гладкий с 4 засечками | два рога и герб Израиля | номинал, дата, надпись «Израиль» на иврите, арабском и английском языках | 9 декабря 2007  | в обращении   |
|             | 5 н. шекелей  | 24           | 2,4         | 8,2      | мельхиор 75 % медь 25 % никель                       | 12 засечек            | капитель колонны, герб Израиля | номинал, дата, надпись «Израиль» на иврите, арабском и английском языках | 2 января 1990   | в обращении   |
|             | 10 н. шекелей | 23 центр: 16 | 2,2         | 7        | кольцо: никель и сталь центр: бронза                 | рубчатый              | финиковая пальма с семью листьями и две корзины, даты, герб Израиля, надпись «Во избавление Сиона» на древнееврейском языке и современном иврите                                                             | номинал, дата, надпись «Израиль» на иврите, арабском и английском языках | 7 февраля 1995  | в обращении   |

## Символ шекеля
Символ израильского шекеля представляет собой монограмму из двух букв ивритского алфавита — ש (шин) и ח (хет), с которых начинается полное название израильской национальной валюты (ивр. שקל חדש‎; «шекель хадаш», «новый шекель»), сокращаемое также до ש"ח (произносится как «шах»).
Одновременно с этим символом в Израиле активно используется аббревиатура NIS (от англ. New Israeli Sheqel) что означает «новый израильский шекель», который был введен в обращение в сентябре 1985 года. До этого в качестве символа шекеля использовалась стилизованная буква ש (шин) — .

## Банкноты

### Второй выпуск (1998)
По заказу Банка Израиля художники-графики Наоми и Меир Эшель разработали дизайн банкнот новых шекелей второго выпуска в 1998 году. Ввод в обращение банкнот серии начался 3 января 1999 года с выпуска банкнот достоинством 20 и 100 новых шекелей. 31 октября 1999 года в обращение вошли две новые банкноты достоинством 50 и 200 новых шекелей. Защита от подделки для всех банкнот этой серии существенно усилена. Дизайн банкнот вертикальный, все они единого размера 71×138 мм.
Изображённые на банкнотах персоны те же, что и на новых шекелях первой серии «новый шекель». Речь идёт о четырёх выдающихся личностях, сыгравших заметную роль в формировании современного Израиля. Все они родились и выросли на территории Российской империи либо в пределах возникшего позже Советского Союза.
| Изображение | Номинал           | Размеры, мм | Основные цвета  | Дизайн | Выпущена   | Изъята      |
| ----------- | ----------------- | ----------- | --------------- | --- | ---------- | ----------- |
|             | 20 новых шекелей  | 71×138      | Зелёный         | Аверс: Портрет Моше Шарета, состоящий из многократно повторяющихся букв еврейского алфавита «מ» и «ש», являющихся его инициалами. Портрет помещён на фоне сцены церемонии первого подъёма израильского флага перед зданием ООН 12 мая 1949 года. Над портретом флаг Израиля, развевающийся на флагштоке среди флагов других государств-членов ООН. Слева от портрета текст — выдержка из речи, произнесённой Моше Шаретом по этому поводу в ООН. Частично скрытые знаки: Треугольник в правом нижнем углу. Обозначение номинала: В правом верхнем углу цифрами и текстом на иврите, с добавлением слов: «בנק ישראל» («Банк Израиля») и в нижнем левом углу цифрами золотого цвета. Водяные знаки: Портрет Моше Шарета, под ним круг с буквой «ש» внутри (на банкнотах из пластика выпуска 2008 года круг и буква отсутствуют). Защита от подделки: Металлическая нить в теле банкноты ниже средней линии. Полимерная банкнота имеет ряд дополнительных защитных знаков. Подписи: Управляющий Банком Израиля Стэнли Фишер, председатель Консультативного совета рав Шломо Лоринц. После 2014 года — Управляющий Банком Израиля Карни́т Флуг. Знаки для слепых: Две выпуклые вертикальные линии в верхней части банкноты (на банкнотах из пластика выпуска 2008 года отсутствуют). Реверс: В нижней части банкноты изображены добровольцы, вступающие в Еврейскую бригаду. На фоне этого изображения приведён текст выступления Моше Шарета по радио в мае 1944 года после его посещения Еврейской бригады, сражающейся в Италии. В верхней части — сторожевая башня одного из еврейских поселений периода 1936—1939 годов. Частично скрытый текст: Список названий семи книг, написанных Шаретом. Обозначение номинала: Текстом на английском и арабском языках с добавлением слов «Bank of Israel», «بنك إسرائيل» («Банк Израиля»). Цифрами в левом верхнем и нижнем правом углах, большими цифрами полупрозрачной краской в нижней части. Защита от подделки: Квадраты, расположенные треугольником, меняют свой цвет в зависимости от угла рассматривания банкноты. Порядковый номер банкноты светится при облучении его ультрафиолетом. Дизайнеры: Наоми Рознер и Меир Эшель. Примечание: C 13 апреля 2008 года начат выпуск банкноты 20 шекелей из полимера. Ею постепенно заменяются бумажные банкноты этого номинала, которые изымаются из обращения по мере износа. В статье использовано изображение полимерной банкноты 2008 года. Ограниченный выпуск с надпечаткой на реверсе «Шестьдесят лет государству Израиль», на иврите, буквами красного цвета. | 03.01.1999 | В обращении |
|             | 50 новых шекелей  | 71×138      | Сине-фиолетовый | Аверс: Портрет Шмуэля Агнона, состоящий из многократно повторяющихся букв еврейского алфавита «ע» и «ש», являющихся его инициалами. Портрет помещён на фоне рабочего кабинета Агнона, служившего ему также и библиотекой. Отрывок из речи Шмуэля Агнона на церемонии вручения ему Нобелевской премии по литературе в 1966 году. Частично скрытые знаки: Треугольник в правом нижнем углу. Обозначение номинала: В правом верхнем углу цифрами и текстом на иврите, с добавлением слов: «בנק ישראל» («Банк Израиля») и в нижнем левом углу цифрами золотого цвета. Водяные знаки: Портрет Шмуэля Агнона, под ним круг с буквой «ע» внутри. Защита от подделки: Металлическая нить в теле банкноты ниже средней линии. Подписи: Управляющий Банком Израиля профессор Яков Френкель, председатель Консультативного совета рав Шломо Лоринц. Знаки для слепых: Три выпуклые вертикальные линии в верхней части банкноты. Реверс: Изображён рабочий стол Агнона с планшетом для письма, очки и авторучка, список из шестнадцати произведений Агнона. Частично скрытый текст: Список названий семнадцати книг, написанных Шмуэлем Агноном. Обозначение номинала: Текстом на английском и арабском языках с добавлением слов «Bank of Israel», «بنك إسرائيل» («Банк Израиля»). Цифрами в левом верхнем и нижнем правом углах, большими цифрами полупрозрачной краской в нижней части. Защита от подделки: Маленькие треугольники, напечатанные на обеих сторонах банкноты, при просмотре банкноты на просвет складываются в правильный шестиугольник «Звезда Давида». Квадраты, расположенные треугольником, меняют свой цвет в зависимости от угла рассматривания банкноты. Порядковый номер банкноты светится при облучении его ультрафиолетом. Дизайнеры: Наоми Рознер и Меир Эшель. | 31.10.1999 | В обращении |
|             | 100 новых шекелей | 71×138      | Коричневый      | Аверс: Портрет Ицхака Бен-Цви, состоящий из многократно повторяющихся букв еврейского алфавита «ב» и «צ», являющихся его инициалами. Портрет помещён на фоне интерьера дома президента. Отрывок из речи Ицхака Бен-Цви перед представителями израильской общины евреев — выходцев из Йемена в 1953 году. Частично скрытые знаки: Треугольник в правом нижнем углу. Обозначение номинала: В правом верхнем углу цифрами и текстом на иврите, с добавлением слов: «בנק ישראל» («Банк Израиля») и в нижнем левом углу цифрами золотого цвета. Водяные знаки: Портрет Ицхака Бен-Цви, а под ним круг с буквой «ב» внутри. Защита от подделки: Металлическая нить в теле банкноты ниже средней линии. Подписи: Управляющий Банком Израиля профессор Яков Френкель, председатель Консультативного совета рав Шломо Лоринц. Знаки для слепых: Одна выпуклая горизонтальная линия в верхней части банкноты. Реверс: Изображён фасад старинной синагоги в городе Пкиине на фоне пкиинского пейзажа. Отрывок из речи Ицхака Бен-Цви на приёме по случаю избрания его Президентом Израиля на второй срок. Частично скрытый текст: Список названий девяти книг, написанных Ицхаком Бен-Цви. Обозначение номинала: Текстом на английском и арабском языках с добавлением слов «Bank of Israel», «بنك إسرائيل» («Банк Израиля»). Цифрами в левом верхнем и нижнем правом углах, большими цифрами полупрозрачной краской в нижней части. Защита от подделки: Маленькие треугольники, напечатанные на обеих сторонах банкноты, при просмотре банкноты на просвет складываются в правильный шестиугольник «Звезда Давида». Квадраты, расположенные треугольником, меняют свой цвет в зависимости от угла рассматривания банкноты. Порядковый номер банкноты светится при облучении его ультрафиолетом. Банкнота имеет ряд дополнительных защитных знаков. Дизайнеры: Наоми Рознер и Меир Эшель. | 03.01.1999 | В обращении |
|             | 200 новых шекелей | 71×138      | Красный         | Аверс: Портрет Залмана Шазара, состоящий из многократно повторяющихся букв еврейского алфавита «ז» и «ש», являющихся его инициалами. Портрет помещён на фоне интерьера класса начальной школы. Отрывок из речи Шазара в кнессете по случаю принятия закона о всеобщем обязательном образовании 13 июля 1949 года. Частично скрытые знаки: Треугольник в правом нижнем углу. Обозначение номинала: В правом верхнем углу цифрами и текстом на иврите, с добавлением слов: «בנק ישראל» («Банк Израиля») и в нижнем левом углу цифрами золотого цвета. Водяные знаки: Портрет Залмана Шазара, а под ним круг с буквой «ש» внутри. Защита от подделки: Металлическая нить в теле банкноты ниже средней линии. Подписи: В обращении имеются четыре серии банкнот номиналом 200 новых шекелей: - 1999 года за подписью Управляющего Банком Израиля профессора Якова Френкеля и Председателя Консультативного Совета Шломо Лоренца. - 2002 года, за подписью Управляющего Банком Израиля Давида Кляйна и Председателя Консультативного Совета Шломо Лоренца. - 2006 года за подписью Управляющего Банком Израиля Стэнли Фишера и Председателя Консультативного совета Аарона Фогеля. - 2010 года за подписью Управляющего Банком Израиля Стэнли Фишера. Знаки для слепых: Две выпуклые горизонтальные линии в верхней части банкноты. Реверс: Изображена типичная улочка в городе Цфате — духовном центре каббалистов. Отрывок из книги Залмана Шазара «צופייך צפת», увидевшей свет в 1950 году. Частично скрытый текст: Список названий пятнадцати книг, написанных Залманом Шазаром. Обозначение номинала: Текстом на английском и арабском языках с добавлением слов «Bank of Israel», «بنك إسرائيل» («Банк Израиля»). Цифрами в левом верхнем и нижнем правом углах, большими цифрами полупрозрачной краской в нижней части. Защита от подделки: Маленькие треугольники, напечатанные на обеих сторонах банкноты, при просмотре банкноты на просвет складываются в правильный шестиугольник «Звезда Давида». Квадраты, расположенные треугольником, меняют свой цвет в зависимости от угла рассматривания банкноты. Порядковый номер банкноты светится при облучении его ультрафиолетом. Дизайнеры: Наоми Рознер и Меир Эшель. | 31.10.1999 | В обращении |

### Третий выпуск (2013)
28 апреля 2013 года на своём заседании правительство Израиля утвердило эмиссию новых банкнот. Старые банкноты выводятся из обращения постепенно. Первыми из новой серии вышли в обращение банкноты достоинством в 50 и 200 шекелей, в 2017 году — 20 и 100 шекелей.
Новая 50-шекелевая банкнота зелёного цвета, на ней изображён поэт Шауль Черниховский (1875—1943).
На голубой банкноте достоинством 200 шекелей — портрет Натана Альтермана (1910—1970). Новые банкноты с портретами израильских поэтов заменяют старые, на которых изображены писатель Шай Агнон и третий президент Израиля Залман Шазар.
На 20-шекелевой банкноте — портрет Рахели Блувштейн, 100-шекелевой — Леи Гольдберг будет утверждён позже.
Речь идёт о четырёх выдающихся личностях, сыгравших серьёзную роль в формировании современной ивритоязычной культуры. Все они родились и выросли на территории Российской империи либо в пределах возникшего позже Советского Союза. Таким образом, в новой серии банкнот четыре выдающихся деятеля культуры «русского» происхождения заменят четырёх других знаменитых уроженцев Российской империи, оставивших заметный след в истории Государства Израиль.
Один из лидеров партии ШАС Арье Дери раскритиковал новые банкноты, заявив на своей странице в Фейсбуке, что, к его сожалению, на новых банкнотах не нашлось места ни одному поэту-сефарду. На заседании правительства Биньямин Нетаньяху счёл критику справедливой и пообещал, что в следующий раз будет верным отпечатать банкноту с портретом поэта сефардского происхождения — например, Иехуды Галеви. Следующая эмиссия состоится не ранее, чем через 10 лет. Дискуссия по данному поводу вызывала широкий резонанс в израильских СМИ.
Из-за строгих требований к уровню безопасности банкнот имеющееся в банках счётное оборудование оказалось неподготовленным к качественной обработке больших денежных масс нового выпуска. В августе 2013 года Банк Израиля решил отложить на несколько месяцев эмиссию новых банкнот. За это время производители должны были подготовить необходимое количество усовершенствованного счётного и сортировочного оборудования для банков.
2 марта 2014 года Банк Израиля предоставил для всеобщего обозрения окончательный вариант дизайна новой банкноты достоинством 50 новых шекелей. Банкноты снабжены дополнительными защитными средствами в виде сложных для подделки красочных и металлизированых надпечаток. Выпуск в обращение банкноты этого номинала начался 16 сентября 2014 года. Для удобства населения Банк Израиля создал специальный сайт для ознакомления с новыми банкнотами. Информация на сайте доступна на четырёх языках: иврите, английском, арабском и русском.
| Изображение | Номинал                                 | Размеры, мм | Основные цвета | Дизайн | Выпущена   | Изъята |
| --- | --------------------------------------- | ----------- | -------------- | --- | ---------- | ------ |
| | 20 новых шекелей                        | 129×71      | Красный        | Аверс: Портрет поэтессы Рахели Блувштейн на фоне пальмовых ветвей. Микротекст: стихотворение «Кинерет». Знаки для слепых: В верхней части банкноты выпуклые полосы, выполненные прозрачной краской, но хорошо различимые на ощупь. Реверс: вид побережья Тивериадского озера; фрагмент стихотворения «Может быть». | 23.11.2017 | …      |
| Внешние видеофайлы Банк Израиля Новая банкнота достоинством 50 шекелей. Защита от подделки 1. Защита от подделки 2. | 50 новых шекелей                        | 150×71      | Зелёный        | Аверс: Портрет поэта Шауля Черниховского. Портрет помещён на фоне плодов и ветвей цитрусового дерева как иллюстрация строки стихотворения «… весенний запах садов цитрусовых…». Текст на иврите вдоль обреза банкноты: «Шауль Черниховский» и годы жизни по григорианскому и еврейскому календарям. Микротекст: Цитаты из стихотворений Шауля Черниховского «Кредо» и «Моя страна, моя родина». Обозначение номинала: В правом верхнем углу цифрами; в нижней части цифрами, с добавлением слов: «בנק ישראל» («Банк Израиля») и «שקלים חדשים» («Новых шекелей»). Подпись: Управляющий Банком Израиля Стэнли Фишер (в предварительной версии), Карнит Флуг (в окончательной версии). Год выпуска по григорианскому и еврейскому календарям. Знаки для слепых: В верхней части банкноты выпуклые полосы, выполненные прозрачной краской, но хорошо различимые на ощупь. Реверс: Изображение коринфского ордера, символизирующего замечательные переводы древнегреческих литературных произведений, выполненные Черниховским. Цитата из стихотоврения «Я верю». Обозначение номинала: Текстом на английском и арабском языках с добавлением слов «Bank of Israel», «بنك إسرائيل» («Банк Израиля»). Цифрами в левом верхнем углу и нижней части банкноты справа, с добавлением слов на английском «New Shekels». Дизайнер: Оснат Эшель. Окончательная версия: Отличается целым рядом дополнительных защитных элементов, внесённых дизайнерами по требованию комиссии по выпуску банкнот. | 16.09.2014 | …      |
| | 100 новых шекелей                       | 143×71      | Оранжевый      | Аверс: Портрет поэтессы Леи Гольдберг на фоне цветущего миндаля. Микротекст: стихотворение «В стране моей любви цветет миндаль». Знаки для слепых: В верхней части банкноты выпуклые полосы, выполненные прозрачной краской, но хорошо различимые на ощупь. Реверс: изображение самок косули; отрывок стихотворения «Белые дни». | 23.11.2017 | …      |
| | 200 новых шекелей                       | 150×71      | Синий          | Аверс: Портрет Натана Альтермана на фоне осенних листьев как символа поэтической лирики. Текст на иврите вдоль обреза банкноты: «Натан Альтерман» и годы жизни по григорианскому и еврейскому календарям. Микротекст: Стихотворения Натана Альтермана «Встреча без конца» и «Утренняя песня». Обозначение номинала: В правом верхнем углу цифрами; в нижней части цифрами, с добавлением слов: «בנק ישראל» («Банк Израиля») и «שקלים חדשים» («Новых шекелей»). Подпись: Управляющий Банком Израиля Стэнли Фишер (в предварительной версии), Карнит Флуг (в окончательной версии). Год выпуска по григорианскому и еврейскому календарям. Знаки для слепых: В верхней части банкноты выпуклые полосы, выполненные прозрачной краской, но хорошо различимые на ощупь. Реверс: Флористические мотивы в лунном свете. Цитата из стихотворений Натана Альтермана «Встреча без конца». Обозначение номинала: Текстом на английском и арабском языках с добавлением слов «Bank of Israel», «بنك إسرائيل» («Банк Израиля»). Цифрами в левом верхнем углу и нижней части банкноты справа, с добавлением слов на английском «New Shekels». Дизайнер: Оснат Эшель. Окончательная версия: Отличается целым рядом дополнительных защитных элементов, внесённых дизайнерами по требованию комиссии по выпуску банкнот. | 23.12.2015 | …      |
| Внешние видеофайлы                                                                                                  |                                         |             |                | |            |        |
| Банк Израиля |                                         |             |                | |            |        |
| | Новая банкнота достоинством 50 шекелей. |             |                | |            |        |
| | Защита от подделки 1.                   |             |                | |            |        |
| | Защита от подделки 2.                   |             |                | |            |        |

Банк Израиля не стал пускать в оборот новые банкноты достоинством в 50 и 200 шекелей, на которых стоит подпись бывшего председателя центробанка Стэнли Фишера. Эти банкноты были отпечатаны ещё тогда, когда Фишер не сообщил о своём намерении досрочно покинуть свой пост (его второй срок на посту председателя центробанка должен был завершиться в 2015 году). Банкнот с подписью Фишера было выпущено около 10 тысяч единиц. Их печатали для калибровки аппаратуры, тестирования и так далее. Те банкноты, которые остались в распоряжении настройщиков принимающих банкноты автоматов, стали редкостью и предметом охоты со стороны коллекционеров. В оборот запущены 50 миллионов банкнот достоинством в 50 шекелей с подписью нового председателя Банка Израиля — Карнит Флуг.
Новая банкнота достоинством 200 шекелей была выпущена в обращение с 23 декабря 2015 года.

## Режим валютного курса
В настоящее время в Израиле используется режим плавающего валютного курса. Критерием эффективности курсовой политики (курсовой якорь) выступают показатели инфляции.